# Los cuadernos azul y marrón
Los cuadernos azul y marrón son dos series de notas tomadas durante clases impartidas por Ludwig Wittgenstein entre 1933 y 1935. Fueron mimeografiadas como dos libros separados, y unas pocas copias circularon en algunos círculos a lo largo de la vida del autor. Las notas dictadas durante las clases de 1933-1934 fueron encuadernadas en tapas azules, y las de 1934-1935 en tapas marrones. Rush Rhees las publicó por primera vez en 1958 como Preliminary Studies for the "Philosophical Investigations".
En estos cuadernos se encuentran algunas ideas incipientes que serían exploradas a fondo en su obra Investigaciones filosóficas, por lo que representan un testimonio del nacimiento de lo que sería la filosofía de su última época.
Wittgenstein abre el cuaderno azul de esta manera:

¿Qué es el significado de una palabra?
Ataquemos este problema preguntando, en primer lugar, qué es una explicación del significado de una palabra; ¿a qué se parece la explicación de una palabra? La forma en que esta pregunta nos ayuda es análoga a la forma en  que la pregunta "¿cómo medimos una longitud?" nos ayuda a comprender el problema de "¿qué es longitud?". Las preguntas "¿qué es longitud?", "¿qué es significado?", "¿qué es el número uno?", etc. producen en nosotros un espasmo mental. Sentimos que no podemos señalar a nada para contestarlas y, sin embargo, tenemos que señalar a algo. (Nos hallamos frente a una de las grandes fuentes de confusión filosófica: un sustantivo nos hace buscar una cosa que le corresponda.)

## Cuaderno azul
Las notas contenidas en el cuaderno de 1933-1934 contienen algunos temas que Wittgenstein no volvería a tratar, incluyendo reflexiones acerca de cómo el pensamiento funcionaría por medio de signos. Una primera noción de lo que acabaría por conocerse como «juegos del lenguaje» aparece ya en este texto, representando la primera etapa del pensamiento de Wittgenstein posterior a 1932. Este método de análisis lingüístico tomaría forma hasta convertirse en la conocida como «filosofía del lenguaje cotidiano».

## Cuaderno marrón
Las notas del año académico 1934-1935 fueron dictadas a dos de sus alumnos, Francis Skinner y Alice Ambrose. Se mecanografiaron y encuadernaron un total de tres copias. Wittgenstein se planteó su publicación, llegando a comenzar una revisión en alemán, pero acabó descartando la idea, considerándolo de poco valor.